# والتر ريتشي
والتر ريتشي (بالفرنسية: Walter Ricci)‏ هو دراج فرنسي، ولد في 5 فبراير 1946 في بيزارو في إيطاليا.

## وصلات خارجية
- والتر ريتشي على موقع أرشيف الدراجات (الإنجليزية)
- والتر ريتشي على موقع إحصائيات الدراجات الإحترافية (الإنجليزية)